# 順風婦產科
《順風婦產科》（韓語：순풍 산부인과/順風 産婦人科），是一部以婦產科生活為背景的長篇處境喜劇，由韓國SBS電視台於1998年3月2日開播，至2000年12月1日年底正式畫下句點。本劇於每週一至週五晚間9時25分播出，共682集，平均收視率為25%。其中培養出很多新生代演員，例如宋慧喬、李泰蘭、金來沅、許英蘭等。600集後的晚期，因主角們的離去、收視率下降等種種原因而停播。
該劇在中、港、台都曾播出過，台灣八大戲劇台於2001年8月2日至2002年11月22日期間，每週一至週五晚間7時首播，兩集合併為一集。而1999年1月1日播出的跨年番外篇（第207-208集之間）在台灣亦設為正篇播出。加上1999年10月15日播出的第400集特別節目（台灣第201集）本身60分鐘，因此製作成342集。另外民視也曾短暫播映本劇一些集數。

## 演員陣容
- 粗體字為貫穿全劇之角色。

### 吳家
| 演員   | 角色   | 備註 | 台配   |
| 吳志明 | 吳志明 | 男，吳家大家長，亦為順風婦產科院長。興趣是畫畫，不喜歡看到自家人打牌。外號「吳呆瓜」、「猴子」及「懶骨頭」。第653集與仁峰出國進修。                         | 胡大衛 |
| 鮮龍女 | 鮮龍女 | 女，吳院長之妻，與美善一同處理家務事。 | 馮嘉德 |
| 朴美善 | 吳美善 | 女，吳家長女，31歲。英奎之妻，美月之母，家庭主婦。 | 杜素真 |
| 李泰蘭 | 吳泰蘭 | 女，吳家次女，29歲。曾留學美國，第164集登場，女強人形象。婦產科醫師，曾和燦宇交往，第524集嫁給周炫移居美國，第555集回來客串。                               | 汪世瑋 |
| 金素妍 | 吳素妍 | 女，吳家三女，28歲。婦產科醫師（但未實習故其實無執照），曾和五中交往，第161集因申請上美國學校而出國，第230集回來客串。                                      | 汪世瑋 |
| 宋慧喬 | 吳慧喬 | 女，吳家么女，20歲。1998學年度慶仁大學服裝系二年級生，性格花心，曾分別和翰植及雷恩交往，但看到帥哥還是會忍不住貼上去。後與昌勳交往。                        | 馮嘉德 |
| 朴英奎 | 朴英奎 | 男，43歲，美善之夫，美月之父。補習班教師，個性貪小便宜，喜歡放臭屁。                                                                                        | 黃天佑 |
| 金承恩 | 朴美月 | 女，七歲，英奎、美善之女。個性頑皮任性，玩伴為義燦、偉偉。                                                                                                  | 劉香君 |
| 李周炫 | 李周炫 | 男，素妍老同學，職業為建築師。於第427集由第一醫院調來支援一週的實習醫師。後於第510集重新登場，後和泰蘭結婚，婚後移居美國，第555集與泰蘭返國一次後未再登場。 | 陳宏瑋 |
| 尹基元 | 朴英光 | 男，英奎之弟。初期為本作百搭跑龍套，曾飾演算命師、間諜、醫生、教師、律師⋯等角色，第667集起飾演朴英光。                                                      | 陳宏瑋 |

### 金家
| 演員   | 角色   | 備註 | 台配   |
| 金燦宇 | 金燦宇 | 男，離婚，義燦之父。婦產科醫師，花花公子，曾與泰蘭交往。第358集去美國。                                   | 石班瑜 |
| 權五中 | 權五中 | 男，電視台編劇，和金氏父子同住。與素妍交往七年，後來與英蘭交往。第657集去非洲，後來陪英蘭回家鄉。         | 吳文民 |
| 金成敏 | 金義燦 | 男，燦宇之子。七歲，頭腦聰明，玩伴為美月、偉偉。稱五中、昌勳、湘熙為「叔叔」。                            | 汪世瑋 |
| 李昌勳 | 李昌勳 | 男，婦產科醫師，素妍老同學，慧喬未婚夫。第360集登場，燦宇去美國後與五中、義燦同住，院長不在時代理其職務。 | 熊肇川 |
| 李湘熙 | 李湘熙 | 男，第659集登場，燦宇表弟、義燦表叔。後期仁峰出國進修後接手之男護士，五中去非洲後與昌勳、義燦同住。       | 吳文民 |

### 婦產科職員
| 演員   | 角色   | 備註 | 台配   |
| 張靜姬 | 金靜熙 | 女，護理長，非常喜歡耍雙節棍，周末都會上功夫課，全診所最資深，也只有金護士敢跟院長鬥嘴，仁峰之妻。 | 杜素真 |
| 表仁峰 | 表仁峰 | 男，婦產科內唯一男護士，28歲，初設定與張護士是情侶，雖然不公開，但是診所大家都知道他們是一對，就算問他們是否交往他們都會矢口否認，在張護士辭職之後，才正式公開交往，第71集被張護士甩了。後與靜熙交往而結婚，第653集與院長出國進修。                    | 陳宏瑋 |
| 張真英 | 張真英 | 女，護士，仁峰前女友。第51集以叔叔開私人診所需過去幫忙而辭職。第87集與新任男朋友一起走路被仁峰看到。第291集與仁峰約碰面，並想跟仁峰重修舊好。 | 劉香君 |
| 宋善美 | 宋善美 | 女，第52集登場，護士，第72集開始喜歡金燦宇，後與金燦宇容貌及其相似的男性結婚，第154集因準備結婚而辭職。 | 劉香君 |
| 許英蘭 | 許英蘭 | 女，護士，慧喬老同學。第155集登場，學分已修滿的護專四年級生，強勢獨立，成績優秀。第166集對五中一見鍾情，開始對五中展開猛烈追求。第167集對五中告白，儘管五中表明有心中有素妍，但仍對五中緊追不放，幾經波折後終於交往。第657集跟五中去非洲，後來回家鄉。 | 劉香君 |
| 南宮演 | 南宮演 | 男，婦產科醫師，第539集登場。於院長出國公差期間暨泰蘭去美國後，院長派來醫院做為代理醫師。第567集離開。 | 吳文民 |
| 金美花 | 金美花 | 女，護士，第658集登場，後期英蘭去非洲後請來的新護士，原本是不良少女，個性差勁。 | 汪世瑋 |
| 元秀蓮 | 元秀蓮 | 女，第658集登場，後期院長出國進修暨昌勳代職後接手的醫師，有嚴重香港腳，很愛彈古箏。慧喬離開後定居在吳家，並使用其床鋪。 | 劉香君 |

### 相關角色
| 演員   | 角色       | 備註 | 台配   |
| 李泰利 | 金偉偉     | 男，玩伴為美月、義燦。 | 馮嘉德 |
| 鄭仁仙 | 金世羅     | 女，美月、義燦和偉偉的同學，喜歡跟美月比較。 | 杜素真 |
| 金來沅 | 金雷恩     | 男，慧喬大學時期的男友，第140集登場，因個性愛玩，兩人戀情屢遭院長和英奎阻撓。 | 陳宏瑋 |
| 李 燦  | 郭翰植     | 男，慧喬大學時期的男友，早於雷恩。家境富裕，經常送東西討好慧喬。 | 待確認 |
| 權恩雅 | 高尚順     | 女，洪載洞前里長，因選舉輸給朴英奎，之後視英奎為眼中釘四處與他作對。 | 劉香君 |
| 全媛珠 | 馬淑媽媽   | 女，客串 | 待確認 |
| 金成鈴 | 金成鈴     | 女，第289集登場。金燦宇前妻、金義燦的媽媽，後來再婚嫁到美國。但是義燦完全沒有關於她的記憶。 | 杜素真 |
| 朴俊炯 | 阿 俊      | 男，歸國子女，一歲就去美國，在美國長大到成年才歸國，英文說的比英奎好。 擅長玩滑板，準備出道的錄音歌手，打扮跟興趣都很跟得上潮流。 慧喬早期暗戀對象。燦宇、五中的鄰居。 | 陳宏瑋 |
| 鄭雄仁 | 大 烈      | 男，第5集飾演張鍵秀，剛出獄的流氓，偷走吳院長的車。 第32集飾演廚師。 第46集、第73集飾演導演。 第67集飾演警察。 第93集飾演吳院長的姪子 鄭賀，找吳院長投資生意當連帶保證人。 第121集飾演五中高中學妹的老公，疑心病很重，是名攝影師。 第126集飾演吳院長姪子，因新開的漢堡店生意慘淡而跑路，最後被吳院長抓到。 （龍套角色） | 吳文民 |
| 朴珠美 | 待查       | 女，客串 | 待確認 |
| 金愛敬 | 獨孤芬女   | 女，分別於第115集、第156集登場，飾演龍女高中同學兼死對頭，極愛炫富 | 杜素真 |
| 趙慧蓮 | 趙慧蓮     | 女，分別於第115集、第137集登場，獨孤芬女之女，亦是美善高中同學兼死對頭，後於456集以本人身分客串到順風婦產科探望好友玉素利。 | 劉香君 |
| 李源鎔 | 金商泰     | 男，於第137集登場，慧蓮的丈夫，孤獨芬女的媳婦，非常瞧不起英奎。 | 石班瑜 |
| 金秀珍 | 打工小妹   | 女，第249集、第309集，分散於各個集數中，做過外送小妹、加油站員工等職業，因外型甜美受到金醫師、五中、表護士喜愛。 | 劉香君 |
| 李洪烈 | 待查       | 男，第545集飾演五中的小叔。 | 待確認 |
| 在 喜  | 披薩店小弟 | 男，於第375集登場，在家裡經營的披薩店幫忙，外送披薩到院長家時被吳家三姊妹調戲。 | 熊肇川 |
| S.E.S. | 待查       | 女，第1集與燦宇車禍 第8集客串飾演慧喬同學。 | 待確認 |
| NRG    | 待查       | 男，第33集飾演美月幻想中的新老師。 | 待確認 |
| 太四子 | 待查       | 男，第38集飾演英奎的學生，全數落榜並當歌手為目標。 | 待確認 |
| 邊貞秀 | 邊貞秀     | 女，第187集飾演名模，並當慧喬的模特兒。 | 劉香君 |
| 李相宇 | 李相宇     | 男，第197集飾演燦宇的數學系學長，喜歡泰蘭，換很多職業卻一事無成。 | 吳文民 |
| 邊宇民 | 邊宇民     | 男，第45集飾演五中的藝人學長，因密婚的太太懷孕而來到順風婦產科待產，卻被狗仔誤傳與素妍是一對。 | 待確認 |
| 金惠秀 | 金惠秀     | 女，第390集飾演金惠秀，因為龍女很喜歡金惠秀，就拜託五中幫忙要簽名。 | 杜素真 |
| 李廷鎮 | 宗仁       | 男，於第120集飾演慧喬暗戀的星星研究學會學長。 | 陳宏瑋 |
| 金炯逸 | 待查       | 男，第165集飾演美善晨跑時遇到的男子，隱瞞已婚身分與美善約會。 第350集飾演美善早上送養樂多時遇到的住戶兼花癡對象。 | 石班瑜 |
| 高美永 | 韓水蓮     | 女，於第114集開始登場，飾演燦宇的相親對象，於第192集查覺到燦宇與泰蘭互有好感，繼而提出分手。 | 杜素真 |
| 玉素利 | 玉素利     | 女，於第456集登場，因懷孕來到順風婦產科待產。 | 杜素真 |
| 宋熙雅 | 老師       | 女，飾演美月與義燦的幼稚園老師。 | 汪世瑋 |

## 外部連結
- 八大電視《順風婦產科》官方網站 （繁體中文）
- KNTV電視《順風產婦人科》官方網站 （页面存档备份，存于） （日語）